# Rasa de Castellana
La Rasa de Castellana és un torrent afluent per la dreta de la Rasa de Coll-de-frares que realitza tot el seu recorregut pel terme municipal de Pinell de Solsonès. Neix al vessant sud del Serrat de l'Ascensió, a poc menys d'1 km. a l'oest de la masia de Castellana. De direcció predominant cap a les 5 del rellotge, abans de desguassar al seu col·lector passa entre la masia de l'Alzinosa (a llevant) i el Serrat dels Xopers (a ponent). La seva xarxa hidrogràfica, que també transcorre íntegrament pel terme municipal de Pinell de Solsonès, està constituïda per dos cursos fluvials la longitud total dels quals suma 1.646 m.